# Thorp, Wisconsin
Thorp là một thành phố thuộc quận Clark, tiểu bang Wisconsin, Hoa Kỳ. Năm 2000, dân số của thành phố này là 1536 người.